# Łososina (rzeka)
Łososina – rzeka w południowej Polsce, lewy dopływ Dunajca.

## Topografia
Źródła Łososiny znajdują się w Beskidzie Wyspowym pod północnymi stokami Jasienia (poniżej polany Łąki) w miejscowości Półrzeczki, na wysokości ok. 900 m n.p.m. Źródłowy potok zwany Łososinką spływa w północnym kierunku, po drodze zasilany jest kilkoma potokami spod Kiczory i Krzystonowa. W Jurkowie nosi nazwę Jurkówki.
Przepływa przez miejscowości: Półrzeczki, Jurków, Dobra, Podłopień, Tymbark, Piekiełko, Łososina Górna, Młynne, Laskowa, Kamionka Mała, Krosna, Sechna, Jaworzna, Strzeszyce, Ujanowice, Kobyłczyna, Żbikowice, Wronowice, Łososina Dolna, Witowice Górne, Witowice Dolne. Wiele z tych miejscowości znajduje się nad jednym z brzegów Łososiny, rzeka ta stanowi naturalną granicę oddzielającą je od miejscowości położonych po drugiej stronie rzeki. Uchodzi do górnej części Jeziora Czchowskiego (do jego cofki), w miejscowości Witowice Dolne na wysokości 233 m n.p.m.

## Opis rzeki
Niemal cała zlewnia Łososiny znajduje się na obszarze Beskidu Wyspowego, jedynie niewielka jej północno-wschodnia część należy do Pogórza Wiśnickiego. Długość rzeki wynosi 56 km, średnia szerokość 15–20 m. Całkowita powierzchnia zlewni wynosi 410,60 km². Przeciętny spadek wynosi 9,5‰. Rzeka opada średnio 12 m na każdy km biegu, w pierwszym km od źródła spadek sięga ok. 160 m.
Jest to rzeka górska, spływająca korytem o skalistym i kamienistym dnie. Charakteryzują ją typowe dla górskich rzek krótkotrwałe i znaczne wezbrania wód, podczas których woda osiąga ogromną energię kinetyczną, wyrywa i transportuje drzewa z korzeniami, kamienie, ogromne ilości gleby i podmywa brzegi. Charakterystyczną cechą Łososiny jest występowanie na otaczających ją stokach osuwisk. Ważniejsze dopływy:
- lewe: Porąbka, Bednarka, Laskówka, Rozdzielec, Kamionka, Białka
- prawe: Chyszówka, Słopniczanka, Sowlinka, Stańkowa.

Część zlewni rzeki to obszar specjalnej ochrony siedlisk Łososina (Natura 2000).

## Ryby
Nazwa rzeki pochodzi od łososi, które dawniej wędrowały tą rzeką na tarło do górskich potoków. W XX wieku uniemożliwiła im to powstająca zapora we Włocławku. Zapora w Czchowie od początku swojego istnienia wyposażona jest w przepławkę dla ryb która umożliwia migrację łososia. Jednak łososie nie wróciły. Zarybiono więc powtórnie Łososinę wpuszczając do niej około 300 tysięcy narybku łososia. W międzyczasie jednak znacznie zwiększyło się zanieczyszczenie rzeki niesprzyjające łososiowi. Występujące gatunki ryb to m.in. kleń, pstrąg potokowy, jelec pospolity, strzebla potokowa, ukleja pospolita i okoń. Od źródeł do ujścia Słopniczanki w Tymbarku można łowić tylko sztuczną muchą, poniżej dozwolone są przynęty sztuczne i roślinne. Od pierwszego września do ostatniego dnia stycznia obowiązuje zakaz spiningu.

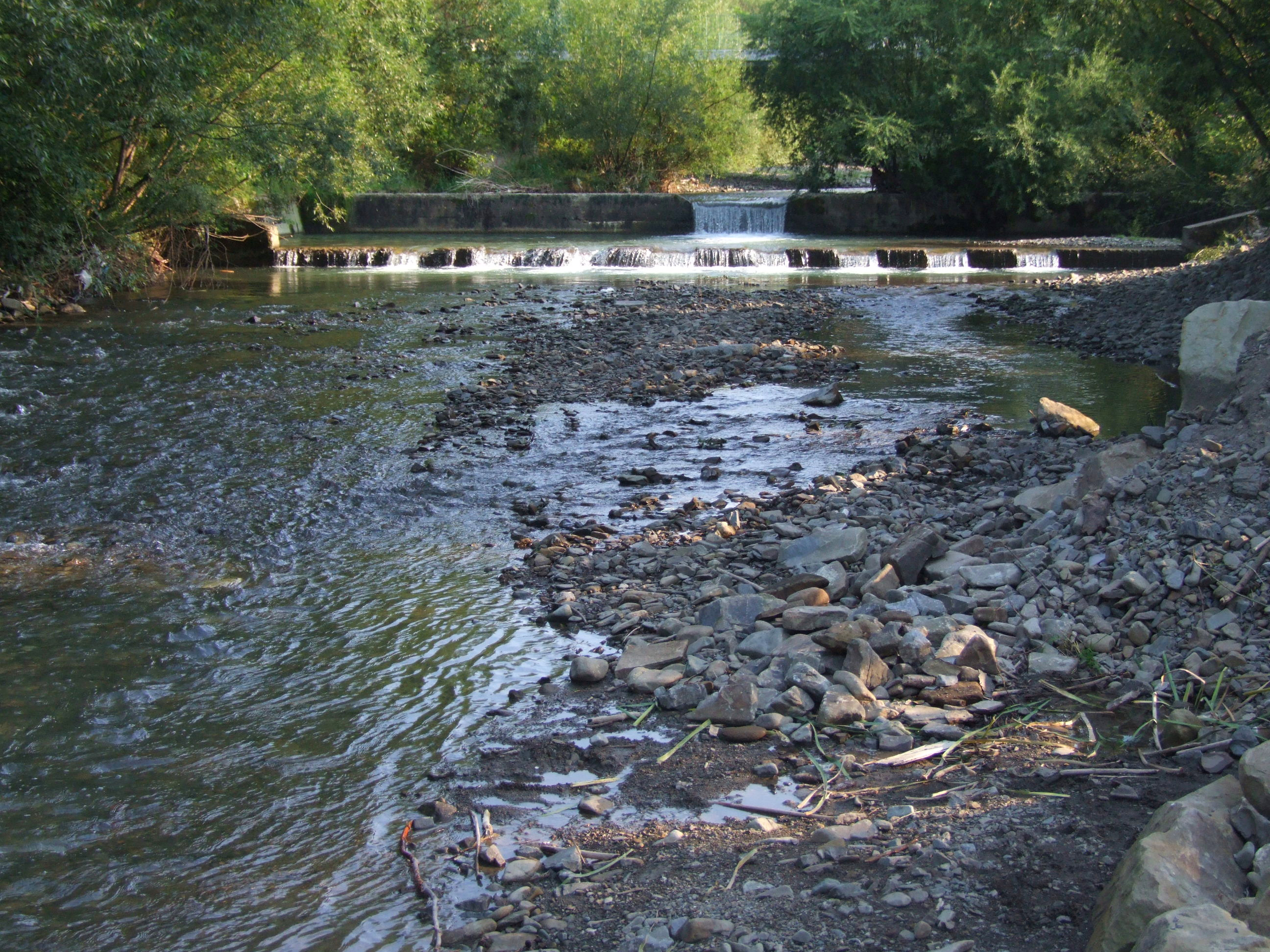
Łososina w Jurkowie
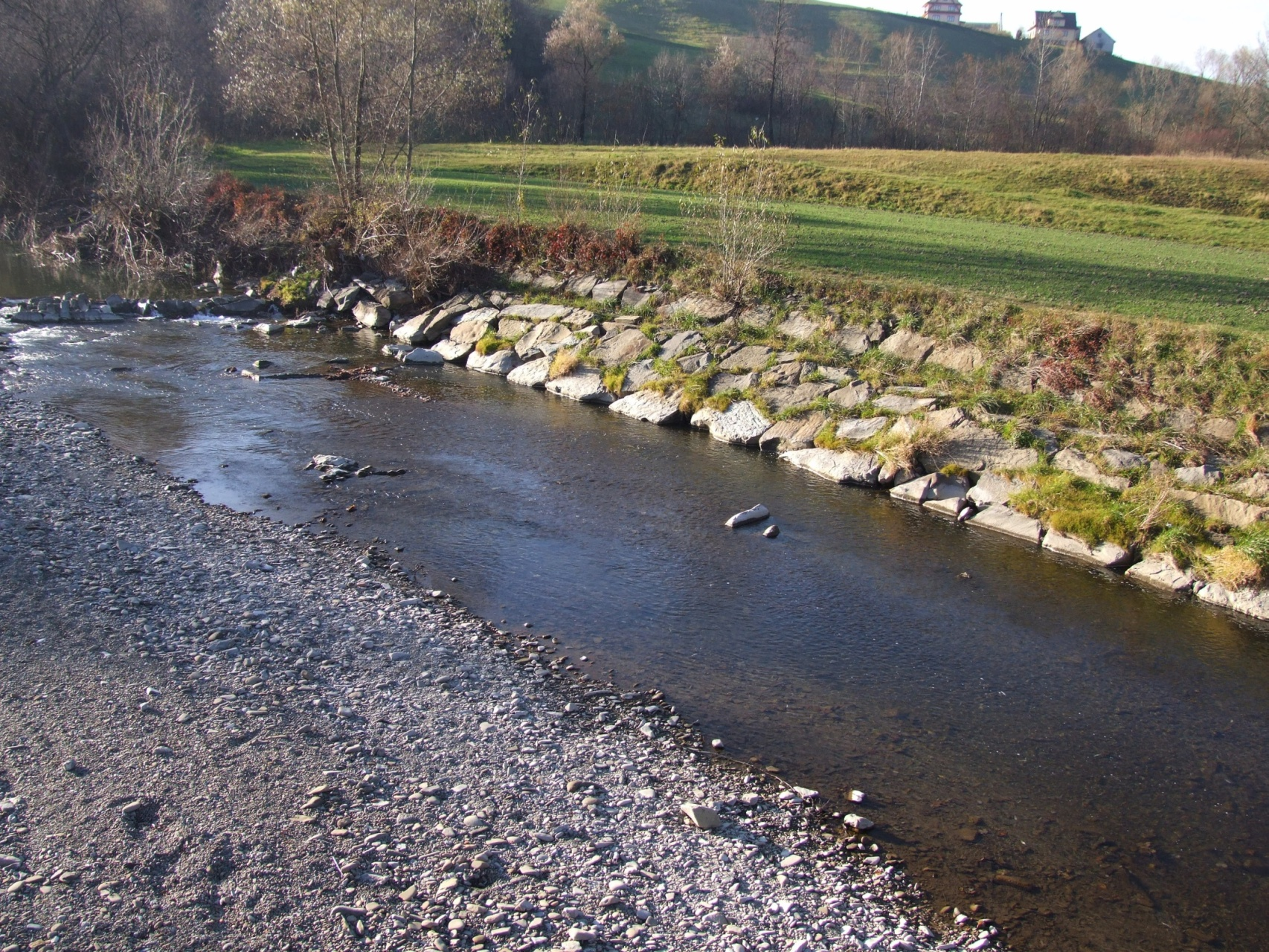
Łososina w Piekiełku
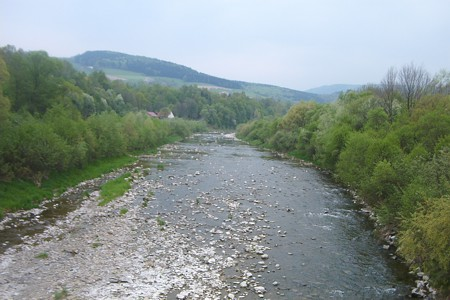
Łososina w Łososinie Dolnej